# 霍华德·D·利普希茨
霍华德·D·利普希茨（1955年10月30日—）是一位南非出生，拥有美国和加拿大双重国籍的生物学家，专攻黑腹果蝇（Drosophila）的遗传学。